# جلنا رزگا
جلنا رزگا (زاده ۲۳ اوت ۱۹۷۷) یک خواننده پاپ، فولک و الکتروپاپ کروات است. رزگا که در اسپلیت کرواسی به دنیا آمد و بزرگ شد، در کودکی یک رقصنده باله بود. او تا سال ۲۰۰۶ در مجموع پنج آلبوم استودیویی منتشر کرد.
یلنا رزگا در ۲۳ اوت ۱۹۷۷ از مادرش ماریا رزگا و پدر آنتونیو رزگا در اسپلیت، شهری در منطقه دالماسی، کرواسی به دنیا آمد. رزگا یک خواهر بزرگتر به نام جولیجا دارد. رزگا کودکی بیش فعال و پرانرژی بود که اغلب در خانه می‌رقصید. او اصرار داشت که یک رقصنده باله شود و والدینش او را در هفت سالگی به کلاس‌های باله فرستادند. او به عنوان یک رقصنده باله، در مسابقات مختلف یوگسلاوی شرکت کرد. رزگا در سن ۱۳ سالگی برای شرکت در خانه اپرا لا اسکالا در میلان دعوت شد. پدر و مادرش که توانایی مالی مهاجرت به خارج از کشور را نداشتند، نمی‌توانستند اجازه دهند او شرکت کند. رزگا در طول سال‌های نوجوانی خود ابتدا به دبیرستان در اسپلیت پیوست و پس از اینکه تصمیم گرفت اشتیاق خود را برای رقصیدن دنبال کند، برای پیوستن به گروه باله تئاتر ملی کرواسی در زاگرب تست داد. او توسط کمیسیونی که از استعداد رقصیدن او شگفت زده شده بود پذیرفته شد. او به همراه گروه، اجراهای مختلف را در نمایشنامه‌های «دریاچه قو»، «زیبای خفته» و «فندق شکن» آغاز کرد.

## جوایز و نامزدها
رزگا در طول فعالیت انفرادی خود جوایز متعددی برای آهنگ‌ها و آلبوم‌های خود دریافت کرده‌است.
| جایزه                              | سال  | دسته‌بندی                           | نتیجه                 | Ref.   |
| ---------------------------------- | ---- | ---------------------------------- | --------------------- | ------ |
| پورین                              | ۲۰۱۱ | ضربه سال                           | برنده                 | [ ۵ ]  |
| پورین                              | ۲۰۱۲ | ضربه سال                           | برنده                 | [ ۱۰ ] |
| پورین                              | ۲۰۱۴ | ضربه سال                           | برنده                 | [ ۱۱ ] |
| پورین                              | ۲۰۱۲ | بهترین آلبوم موسیقی پاپ            | نامزدشده              | [ ۵ ]  |
| پورین                              | ۲۰۱۷ | بهترین آلبوم موسیقی پاپ            | نامزدشده              | [ ۱۲ ] |
| دورا                               | ۱۹۹۶ | N/A                                | مقام دوم (۱۵۶ امتیاز) | [ ۱۳ ] |
| دورا                               | ۲۰۰۶ | N/A                                | مقام ششم (۱۹ امتیاز)  | [ ۱۴ ] |
| دورا                               | ۲۰۰۷ | N/A                                | مقام هفتم (۲۱ امتیاز) | [ ۱۵ ] |
| جایزه بزرگ - جشنواره موسیقی اسپلیت | ۲۰۰۸ | بیشترین آهنگ پخش شده بعد از یک سال | برنده                 | [ ۶ ]  |
| جایزه بزرگ - جشنواره موسیقی اسپلیت | ۲۰۰۹ | بیشترین آهنگ پخش شده بعد از یک سال | برنده                 | [ ۶ ]  |
| جایزه بزرگ - جشنواره موسیقی اسپلیت | ۲۰۱۰ | بیشترین آهنگ پخش شده بعد از یک سال | برنده                 |        |
| جایزه بزرگ - جشنواره موسیقی اسپلیت | ۲۰۱۲ | بیشترین آهنگ پخش شده بعد از یک سال | برنده                 |        |
| جایزه بزرگ - جشنواره موسیقی اسپلیت | ۲۰۱۱ |                                    | برنده                 |        |
| جایزه بزرگ - جشنواره موسیقی اسپلیت | ۲۰۱۲ | "Srebrni galeb" - رای مخاطبان      | مقام دوم              |        |
| مراسم اهدای جوایز موسیقی           | ۲۰۱۹ | آهنگ پاپ توسط یک مجری زن           | برنده                 | [ ۱۶ ] |
| مراسم اهدای جوایز موسیقی           | ۲۰۲۰ | آهنگ پاپ توسط یک مجری زن           | برنده                 | [ ۱۷ ] |
| مراسم اهدای جوایز موسیقی           | ۲۰۲۳ | بهترین همکاری                      | برنده                 | [ ۱۸ ] |
| کفشدوزک طلایی محبوبیت              | ۲۰۲۰ |                                    | برنده                 | [ ۱۹ ] |

## دیسکوگرافی
| \| with Magazin - Nebo boje moje ljubavi (1996) - Da si ti ja (1998) - Minus i plus (2000) - S druge strane Mjeseca (2002) - Paaa.. ? (2004) \| Solo - Oprosti Mala (2006) - Bižuterija (2011) - Moderna Žena (2016) \| | - Best of Jelena Rozga (2011) - Jelena Rozga (2017) - Minut Srca Mog (2022) |
| with Magazin - Nebo boje moje ljubavi (1996) - Da si ti ja (1998) - Minus i plus (2000) - S druge strane Mjeseca (2002) - Paaa.. ? (2004)                                                                               | Solo - Oprosti Mala (2006) - Bižuterija (2011) - Moderna Žena (2016)        |

## فیلم‌شناسی
| عنوان                              | سال  | نقش            | یادداشت             | Ref.   |
| ---------------------------------- | ---- | -------------- | ------------------- | ------ |
| Najveća pogreška Alberta Einsteina | ۲۰۰۶ | دختر عینکی     | نقش مکمل            | [ ۲۰ ] |
| لوراکس                             | ۲۰۱۲ | آندریجا (آدری) | نقش صدا (در کرواتی) | [ ۲۱ ] |

## تورها
- تور Bižuterija (2010–12)
- تور Minut Srca Mog (2022–23)
- Karlovačko زنده ۲۰۱۱. (با Bajaga i Instruktori)